# アレンの法則

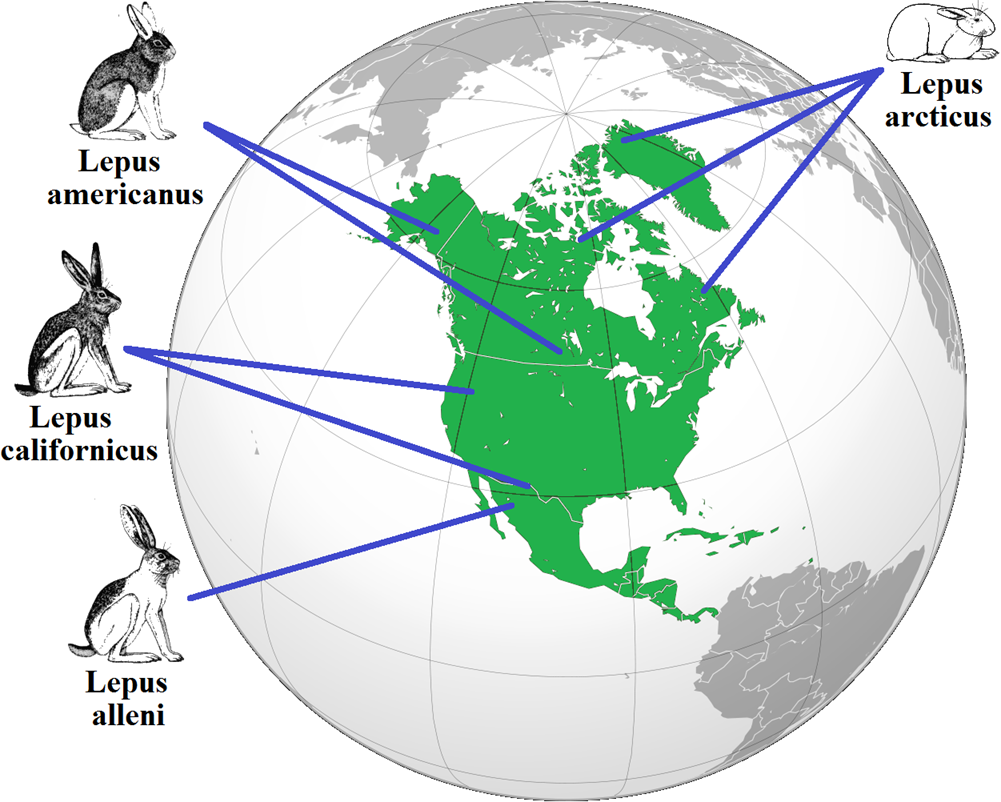
アレンの法則 - ノウサギとその耳

アレンの法則（アレンのほうそく、英語: Allen's rule）は、ジョエル・アサフ・アレンにより1877年に発表された法則であり、大まかにいうと寒冷気候に適応した動物は、温暖気候に適応した動物よりも手足や体の付属器官が短いというものである。より具体的には、恒温動物の体の表面積対体積比はそれらが適応する生息地の平均温度により変化する（すなわち、その比は寒冷気候では低く、温暖気候では高い）というものである。

## 説明

3つの直角プリズムはそれぞれ8つの単位立方体で構成される。辺が2で体積が8の複合立方体の表面積は24である。幅が2、長さが1、高さが4の直角プリズムの体積は同じであるが、表面積は28である。1列に積み重ねたものの表面積は34である。

アレンの法則は、同じ体の体積を持つ内温動物は、その熱放散を助けるか妨げる異なる表面積を持つべきであると予測する。

アレンの法則は、寒冷な気候で生活する動物はできるだけ多くの熱を保存する必要があることから、熱を放散する表面積を最小限に抑えより多くの熱を保持できるようにするために比較的小さい表面積対体積比に進化するはずであると予測する。温暖な気候で生活する動物の場合は反対のことを予測し、つまり、表面積対体積比が比較的大きいはずである。表面積対体積比が小さい動物はすぐに過熱するため、温暖な気候の動物はこの法則に従って熱を放散する表面積を最大化するために表面積対体積比を大きくする必要がある。

正多面体と球の体積Vに対する表面積Aの値のグラフ。同じ体積では丸い形状の方が表面積が小さいことを示している。

## 動物において
多くの例外があるが、多くの動物はアレンの法則による予測に従っているように見える。ホッキョクグマはアレンの法則による予測に従ったずんぐりとした手足と非常に短い耳を持つ。2007年、R.L. NuddsとS.A. Oswaldは海鳥の脚の露出した長さを調査し、露出した脚の長さと Tmaxdiff（体温から最低周囲温度を引き算したもの）と負の相関関係があることを発見し、アレンの法則による予測を支持した。J.S. Alhoらは脛骨と大腿骨の長さは中緯度に固有のヨーロッパアカガエルの個体群で最も高く、アレンの法則の予測と一致していると主張した。異なる緯度からの同じ種の個体群もアレンの法則に従う可能性がある。
R.L. NuddsとS.A. Oswaldは2007年にたとえアレンの法則が「確立された生態学的信条」であったとしてもアレンの法則に対する経験的支持は不十分であると主張した。彼らは、複数の種の研究はベルクマンの法則のスケーリング効果とアレンの法則の予測に反する代替の適応により「混乱」しているため、アレンの法則の支持は主に単一の種の研究から得られると述べた。
アレンの法則はもともと恒温動物に対して作られたものであるが、J.S. Alhoらは2011年に環境から体温を引き出す外温動物にも適用できると主張した。彼らの見解では、表面積対体積比が低い変温動物は加熱と冷却が遅くなり、その温度変化に対する耐性は「熱的に不均一な環境」に適応する可能性がある。Alhoは地球温暖化と法則により予測される「微小進化の変化」のためにアレンの法則に新たな関心が集まっていると述べた。

## ヒトにおいて

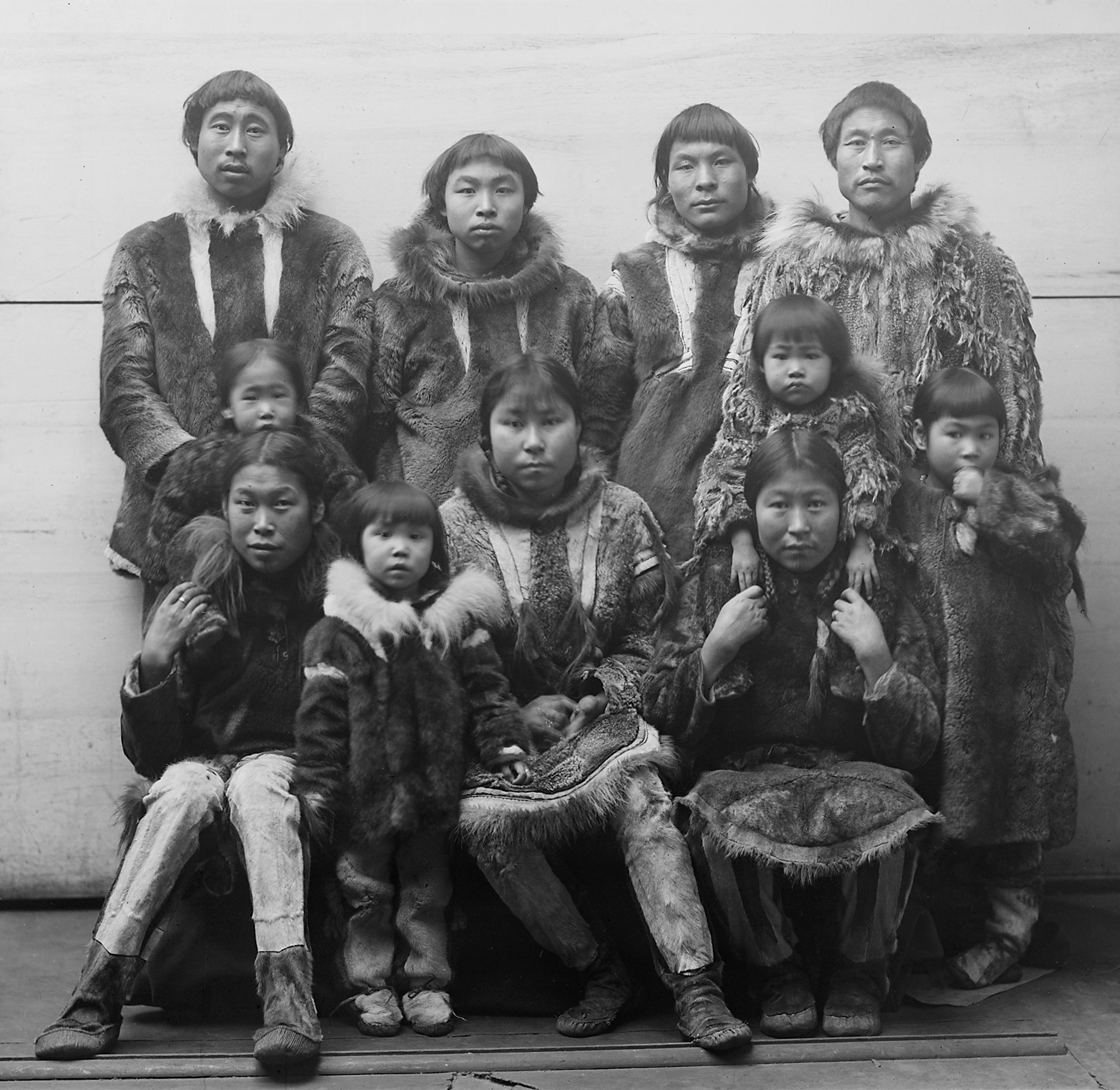
エスキモーの集団

特定の人がそれぞれさまざまな高度に存在する場合、手足の長さの著しい違いが観察されている。標高の高い環境では通常周囲の温度は低くなる。ペルーではより高い標高に住む人々は手足が短くなる傾向があったが、より低地の沿岸地域で生活する同じ人々は一般的に手足が長く、胴体が大きかった。
KatzmarzykとLeonardも同様に、人間もアレンの法則による予測に従っているようだと指摘した。先住民の人間のBMIと平均年間気温の間には負の相関があり、これは寒冷地域から来た人は身長の割に体格が良く、温暖地域から来た人は身長の割に体格が良くないことを意味する。相対的な座高もまた、先住民の集団において気温と負の相関があり、これは寒冷地域出身の人々は身長に対して比例的に足が短く、温暖地域出身の人々は身長に対して比例的に足が長いことを意味する。
1968年、A.T. Steegmanはアレンの法則が北極圏のモンゴロイドの顔の構造的な構成の原因であるという仮説を検証した。Steegmanは寒い中でのネズミの生存率を調べる実験を行った。Steegmanは鼻腔が狭く、顔が広く、尻尾と足が短いネズミが寒さの中で最もよく生き残ったと述べた。Steegmanは、この実験結果が北極圏のモンゴロイド、特にエスキモーやアレウト族と類似していると述べた。これらはアレンの法則に従い、鼻腔が狭い、頭が比較的大きい、頭が長く丸い、あごが大きい、体が比較的大きい、手足が短いという形態的特徴を持っている。

## メカニズム
脊椎動物におけるアレンの法則の一因は、軟骨の成長が少なくとも部分的には温度に依存していることにあると考えられる。温度は軟骨の成長に直接影響を与えるため、この法則を生物学的な説明に近づけることができる。実験では、マウスを摂氏7度、21度、27度のいずれかの温度で飼育し、尾と耳を測定した。全体の体の重さは同じであったが、寒いところで飼育したマウスは暖かいところで飼育したマウスに比べて尾と耳の長さが著しく短いことがわかった。また、寒いところで飼育されたマウスは四肢の血流が少ないこともわかった。骨の試料を異なる温度で成長させてみると、温かい温度で成長させた試料は寒い温度で成長させた試料に比べて軟骨の成長が有意に大きかった。